# Kanton Royan-Ouest
Royan-Ouest is een voormalig kanton van het Franse departement Charente-Maritime. Het kanton maakte deel uit van het arrondissement Rochefort. Het werd opgeheven bij decreet van 27 februari 2014, met uitwerking op 22 maart 2015.

## Gemeenten
Het kanton Royan-Ouest omvatte de volgende gemeenten:
- Breuillet
- L'Éguille
- Mornac-sur-Seudre
- Royan (deels, hoofdplaats)
- Saint-Palais-sur-Mer
- Saint-Sulpice-de-Royan
- Vaux-sur-Mer